# Badia Delagoa
La badia Delagoa és el nom històric de l'actual Badia de Maputo. És un entrant de l'oceà Índic a la costa sud de Moçambic amb una longitud de 90 km de nord a sud i de 32 km d'amplada.

## Història
Fou descoberta el 1502 pel portuguès Antonio de Campo, un dels lloctinents de Vasco de Gama. Fou explorat pel mercader Lourenço Marques i el rei Joan III de Portugal va ordenar donar-li el nom de badia de Lourenço Marques, però el mercader i explorador es creu que la va anomenar Baia da Lagoa (Badia del Llac). Finalment va acabar com a Badia Delagoa, però sobre l'origen del nom hi ha diverses teories. La regió va ser visitada per naus portugueses però no s'hi va fer una ocupació efectiva.
El 1720 la Companyia Holandesa de les Índies Orientals va fundar allí un fortí anomenat Lijdzaamheid (Lydsaamheid), just al lloc de la ciutat de Maputo (abans Lourenço Marques). El fort depenia del govern de la colònia del Cap de Bona Esperança (excepte per una breu ocupació del pirata John Taylor entre abril i el 28 d'agost de 1722). El desembre de 1730 finalment, el fortí fou abandonat.
El 1780 la Companyia Austríaca de les Índies Orientals es va establir a la badia, però en fou expulsada militarment pels portuguesos l'any següent (1781). A diferència d'altres llocs on fundaven factories (feitorias), allí no podien fer front a un atac dels nadius i van fundar un presídio, que era un emplaçament eminentment militar, del qual depenia una petita factoria. Aquest establiment fou batejat com a Lourenço Marques, nom del comerciant i explorador que segles enrere havia estat a la zona. Les dificultats de navegació fins a la vila més propera, que era Inhambane, van convertir el presídio de Lourenço Marques en un emplaçament poc important.
A partir de 1820 es van començar a notar els efectes de la invasió dels ngunis (que els portuguesos anomenaven vátua). El 5 de juny de 1821, les terres del regne de Catembe eren atacades per sorpresa, i el rei Capela va demanar refugi al governador del presídio, Caetano de Costa Matoso. Com que Capela tenia un acord amb els portuguesos, Costa Matoso va oferir coure i missanga (abaloris) al cap dels nguni, Inhaboza, a canvi de la seva retirada de Catembe, la qual va aconseguir temporalment; a mitjans de Juliol els nguni atacaven les terres de dos reis de la zona de la badia, Matola i Moamba. El 22 de juliol, uns mil cinc-cents homes dirigits pel fill d'Inhaboza, van anar al presídio i van demanar més regals (bous, abaloris i coure). Els portuguesos només disposaven de 25 soldats i poca munició, però Costa va fingir més poder del que tenia i va aconseguir un bon tracte; el negociador fou el soldat Eleuterio Henriques, que finalment va aconseguir del fill del cap nguni, una vaca blanca que assenyalava la pau.
La Revolució lliberal de Porto l'estiu del 1820 va provocar canvis en els govern de les colònies. El dia 1 d'agost de 1821 Costa Matoso cedia el seu càrrec al tinent coronel António Maria de Oliva. En circumstàncies estranyes aquest es va suïcidar el 27 de novembre següent, i el seu ajudant, Caetano Manuel Pratas, es va fer càrrec del govern. No gaire després es va produir un amotinament de soldats que protestaven per l'empresonament d'un inculpat de robatori, amb el rerefons de la manca d'aliments; els proveïments procedien de les terres veïnes que havien estat saquejades pels nguni i això havia produït escassetat.
El 10 de maig de 1822 va arribar a Badia Delagoa el capità José Casimiro Pereira da Rocha e Vasconcelos, que per ser de més alta graduació que Pratas, va agafar el comandament i el govern interí. El 16 de setembre el destacament es va amotinar per segona vegada. El setembre de 1822 van arribar a la badia el capità (després vicealmirall) W. F. W. Owen, de la marina reial britànica, amb la missió de cartografiar la costa est del Cap de Bona Esperança, portant les corresponents credencials del govern portuguès. Owen va desembarcar i es va presentar al governador Pereira; la guarnició estava en estat d'indisciplina i amenaçada per la fam, i Pereira estava escrivint una carta en la qual demanava el seu trasllat per malaltia. Owen, en el seu relat, del qual la veracitat plena ha estat posada en dubte, diu que el seu campament fou atacat pels nguni, i que no va rebre ajut dels portuguesos, i fins i tort afirma que va evitar l'atac dels nguni al presídio. Acabada la seva feina Owen va anar cap a Ilha de Moçambic on va entrevistar-se amb el Governador General de Moçambic, Sebatião Xavier Botelho (nomenat també després de la revolució del 1820 a Portugal). Durant la seva absència va arribar el nou governador portuguès de la Badia Delagoa, Miguel Lupe de Cárdinas. L'1 de març de 1823 Owen retornà a Badia Delagoa, i es va dirigir directament a les terres de Catembe, a l'altra banda de la badia, on era rei Capela. Segons els portuguesos Capela va cedir territoris als britànics. Owen va hissar la seva bandera i va declarar possessió britànica el territori al sud del que fou anomenat riu dels Anglesos. Una vegada Owen va salpar, va arribar el governador Lupe; el rei Capela va negar haver fet cap cessió i va assegurar que havia signat els papers perquè li havien dit que era per rebre els abaloris. El 1824 Owen va tornar a la zona. Després d'un estira-i-arronsa el rei Capela va optar per l'aliança britànica o Owen va hissar altra vegada la bandera britànica; quan el governador portuguès se'n va assabentar va decidir organitzar una expedició a Catembe. Lupe havia promogut la colonització agrícola portuguesa concedint el llicenciament i diferents facilitats a aquells soldats que volguessin establir-se a la part alta de la badia; el governador general de Moçambic, el general liberal Sebastião Xavier Botelho, va criticar a Lupe per no haver sabut guanyar-se al rei Capela i deixar-lo en braços dels anglesos. En tornar Lupe de l'expedició en la que va substituir la bandera britànica per la portuguesa, fou atacat pels locals i va morir junt amb part dels seus homes.
Mort Lupe de Cárdinas el va succeir Xavier Schmidt von Belliken, que va intentar restablir les relacions amb els reietons ronga africans; en un informe al governador general datat el 22 de març de 1825, indicava que els reis (entre els quals Mahete de Catembe i Maxecane de Matola) li havien enviat representats. Va seguir la política de llicenciar als soldats que es volguessin establir com a colons. La qüestió de la sobirania havia quedar en suspens i els britànics no van tornar.
Un notable de l'establiment comercial portuguès, Vicente Tomás dos Santos, va viatjar el 1825 a Lisboa per demanar ajut pel restabliment de la sobirania portuguesa i va proposar consolidar el domini portuguès per mitjà de l'explotació econòmica del territori. Va néixer així la Vicente Tomás dos Santos e Cª emprehendedores da Compahia Comercial das Feitorias de Lourenço Marques e Inhambane, que va obtenir el monopoli del comerç de vorí per 14 anys, a canvi de fer un viatge anual de Lisboa a Lourenço Marques, en el que l'estat portuguès tindria dret a incloure passatgers i equipatge, i de mantenir magatzems a la badia Delagoa que poguessin abastir a la fortalesa de tot el necessari.
La primera expedició de la companyia va arribar a Lourenço Marques el 3 de maig de 1826 i no fou ben rebuda pel governador Schmidt que considerava que havia perdut el control de la factoria abans completament supeditada al presidi. Va escriure al rei demanant la revocació de la concessió, però no fou atès. Caetano Costa Matoso fou enviat com a governador (exercia aquest càrrec per segona vegada) i va arribar el setembre de 1826. El 1828 la companyia ja havia edificat els magatzems necessaris i entrar en contacte directe amb els reis locals. La guarnició depenia ara de la companyia pel proveïment, i creixia en influència, però el governador Costa potser hauria pogut imposar una actuació més d'acord amb els interessos de l'estat, quan aleshores, el 24 de febrer de 1828, el pretendent absolutista En Miquel havia entrat a Lisboa i havia rebut el poder el dia 26 nomenant un govern de predomini absolutista; el 18 de juny el lliberal Costa Matoso fou substituït com a governador per José António Teixeira, no significat amb els liberals, que va restar al càrrec fins al 15 de setembre de 1829.
El 1829 el govern de Lisboa va procedir a una depuració de governants considerats liberals o desafectes; al govern general de Moçambic Sebastião Xavier Botelho fou substituït (29 d'agost de 1829) per l'absolutista Paulo Miguel de Brito. Aquest va destituir als governadors de Cabo Delgado, José Amante de Lemos, d'Inhambane, Domingos Correia Arouca, i de Badia Delagoa, José António Teixeira; aquest darrer fou substituït pel capità d'infanteria Dionísio António Ribeiro, un absolutista que va arribar el 15 de setembre de 1829. També altres oficials de segon ordre considerats poc addictes a l'absolutisme foren depurats. Ribeiro tenia l'encàrrec d'entorpir les activitats de la companyia comercial, creada sota el règim liberal i considerada deslleial a l'absolutisme; durant el seu govern a Moçambic, Brito afavoria sempre al governador del presidi en contra de la companyia en tots els litigis que es van sotmetre a la seva consideració.
El 26 de juliol de 1833 va arribar a la badia Delagoa la segona onada de ngunis dirigida pel rei Dingana. Els reietons locals, maltractats per Ribeiro, es van posar immediatament al costat dels invasors, destacant el rei Maxacana de Matola. Un rei, Macassana de Maputo, va restar al costat dels portuguesos. El 9 de setembre, després del saqueig de la zona a l'entorn del presidi, Ribeiro, per consell de Macassana, va decidir abandonar la fortalesa, ja que no disposava de gaires municions, i el 12 de setembre va evacuar als seus soldats a l'illa Xafina, propera a la costa. António José Nobre, responsable de la Companyia per absència de Vicente Tomás dos Santos, es va oposar a aquesta retirada i va oferir pólvora de la Companyia, però la seva oferta no fou acceptada. Nobre es va poder quedar però els altres dos empleats de la companyia van haver d'embarcar també cap a Xafina. Aquesta illa no oferia medis d'aprovisionar-se i els soldats van quedar en un parany, sense aliments i sense municions. El 16 de setembre els ngunis van saquejar el presídio, la casa del governador i els magatzems reials; Nobre va aconseguir salvar les propietats de la companyia a canvi d'oferir abaloris. Xafina va quedar assetjada fins al 12 d'octubre quan els nguni van baixar a l'illa i van agafar a Ribeiro quan intentava fugir en una canoa amb els seus principals lloctinents. El 13 d'octubre se li va comunicar que havia estat condemnat a mort. Nobre, per salvar-se i mantenir els béns de la companyia, va haver d'accedir que fossin dos esclaus de la societat els que executessin la sentència, i acabada aquesta va haver d'aportar l'aiguardent per les celebracions. L'execució fou imposada pels reietons locals i segurament el rei Dingana no hi va tenir part, ja que el 3 de juny de 1835 quan va arribar al presidi, va negar haver donat el consentiment a l'execució, de la que va acusar Maxacane i a António José Nobre (que després fou acusat de traïció i condemnat a presó pels portuguesos).
El 1836 el bòer Van Rensburg i el seu grup, que volien establir-se a l'est del Transvaal, es van trobar en mig de la violència zulu i van morir tots en circumstàncies poc clares. En saber la sort dels seus compatriotes, el grup encapçalat per Trichardt va decidir abandonar la regió i dirigir-se a Lourenço Marques. Només una part hi va arribar, ja que foren delmats per les malalties i el cansament, però finalment hi van arribar el mateix 1836. Foren ben rebuts pels portuguesos, però finalment van morir tots per les malalties que arrossegaven i alguns a mans dels nguni. El 1840 Andries Hendrik Potgieter, dirigent de la comunitat bòer de Winburg, va anar a Lourenço Marques per assabentar-se que havia passat amb els seus compatriotes; a la badia va pregar per les seves animes i com que va veure que les condicions de vida eren molt dolentes, va retornar a Transvaal on va fundar Potchefstroom (1840) i més tard també Ohrigstad (o Andries-Ohrigstad) entre 1842 i 1845 (més tard els seus habitants van emigrar i van fundar Lydenburg) i finalment Zoutpansbergdorp (1845). El 1846, el comerciant portuguès João Albasini i la seva dona (que era bòer) van marxar de Lourenço Marques per establir-se més enllà de la serralada dels Libombos amb la idea de servir d'enllaç pel comerç entre Transvaal i la badia Delagoa.
L'any 1852 es va signar l'anomenada Convenció de Sand Rivers (Sand Rivers Convention), per la que els britànics reconeixien la independència de les repúbliques bòers del Transvaal i d'Orange. Els britànics s'havien establert al Natal després de fer fora als bòers, i havien iniciat la producció de canya de sucre, amb un terreny especialment apte per aquest fi, però que requeria molta mà d'obra. En anys següents poblacions del nord (del modern Moçambic) van emigrar a aquesta zona per treballar a les plantacions. El 1853 l'estat portuguès va abolir el monopoli comercial teòric que tenia i va obrir el comerç a tots els països contra pagament d'uns drets establerts. Això va suposar l'establiment d'una duana a la badia Delagoa. El 1855 els bòers de Transvaal i Portugal van signar un conveni on es reconeixien mútuament i es feia una declaració de bones intencions. La comunitat de Zoutspansberg, aprofitant l'obertura de la duana a Inhambane, va enviar el 1855 una carta de convit al representant portuguès a aquesta ciutat per anar a Zoutspansberg per establir relacions comercials; no hi va anar el governador portuguès sinó una comissió delegada, però es va constatar que el trajecte era llarg i perillós i el risc de passar a través de l'Imperi de Gaza massa alt, risc que a més es va incrementar el 1859 quan es va iniciar la guerra civil entre els dos pretendents al tron, Mawewe i el seu germà Muzila.
El 1861 el capità Bickford va declarar les illes Inhaca i Elefant com a possessió britànica; Portugal va protestar i la situació va tornar a l'statu quo precedent.
El 1867 es van descobrir diamants a Kimberley (Sud-àfrica), just quan l'economia de la badia Delagoa tenia dificultats per l'esgotament de la caça d'elefants que afectava al comerç d'ivori, a més dels efectes negatius que la guerra civil a Gaza havia tingut en la zona. Això va provocar una emigració en direcció a les mines de Transvaal. Quan la República de Transvaal va reclamar (1868) el territori amb Santa Lucia Bay (on volien un accés per mar) la qüestió dels límits es va fer urgent. Després de 1824 Gran Bretanya no havia fet cap pas per exercir jurisdicció efectiva i d'altra banda els zulus havien confinat als portuguesos als seus fortins. El 1869 Transvaal i Portugal van signar un tractat fronterer (Tratado de Paz, amisade e comércio e limites entre Sua Magestade El-Rei de Portugal e dos Algarves e o governo da república da África meridional) que posava fi al litigi sobre la badia Delagoa a la que els bòers renunciaven. Els britànics van protestar, al·legant que l'acord vulnerava els seus drets sobre la riba sud de la badia, establerts l'any 1823.
Hàbilment el portuguès João Andrade Corvo va saber induir a sotmetre el litigi a un arbitratge internacional. L'arbitratge designat fou Adolf Thiers, president de França; al morir Thiers es va acceptar com a àrbitre al seu successor, el mariscal MacMahon duc de Magenta, el qual va donar la seva decisió el 19 d'abril de 1875, que fou favorable a Portugal. El dictamen final fou el 24 de juny de 1875 i declarava provada la sobirania portuguesa sobre els territoris de Tembe, Maputo, península de Inhaca i les illes d'Inhaca i dels Elefants. Al cap d'un mes el governador general de Moçambic va acceptar la proposta del governador del Natal sobre la mà d'obra que els britànics necessitaven: a Lourenço Marques serien concentrats tots els esclaus que fossin alliberats de l'esclavatge per vaixells britànics en aigües moçambiqueses, i aquestos homes podrien voluntàriament ser contractats per treballar a les plantacions del Natal. El mateix any 1875 es va signar el segon Acord de Pau, Amistat i Comerç amb la República de Transvaal pel que els dos governs s'obligaven a construir un ferrocarril (pel qual el Transvaal podria importar armes i municions a través de territori portuguès, segons recollia el tractat). La guerra entre bòers i britànics va impedir el seu desenvolupament fins uns anys després.
Els portuguesos encara van tardar uns anys a establir la seva autoritat a les terres de l'interior on les terres al sud del riu Manhissa els havien estat teòricament cedides per cap matshangana Umzila el 1861. La vila de Lourenço Marques, avui Maputo, fou fundada el 1876.
La qüestió del ferrocarril es va reprendre el 1884. El 1881 els britànics havien posat sota protecció al regne dels swazis, pel qual el ferrocarril havia de passar en part, i fou necessari modificar el trajecte. Transvaal i Portugal s'havien compromès a construir les vies cadascun fins a la seva frontera, però Portugal va tenir dificultats per complir la seva part per manca d'empreses portugueses que volguessin tirar endavant el projecte (amb un cost força elevat) i finalment es va haver de donar la concessió a l'americà McMurdo que va construir alguns trams molt malament i va perdre la concessió el 1889; l'estat portuguès va haver d'assumir les reparacions, les indemnitzacions i la construcció però finalment el ferrocarril fou obert l'1 de gener de 1895 i inaugurat oficialment el juliol d'aquell any pel president Kruger, que va viatjar a Lourenço Marques on fou rebut pel comissari reial (comissario régio) António Ennes. Portugal va autoritzar l'emigració lliure a Transvaal el 1896.
El 1899, durant la Segona Guerra Bòer entre britànics i bòers, els portuguesos van confiscar el ferrocarril que anava des de la badia a Transvaal, i això va portar a un conflicte amb els britànics que fou sotmès a arbitratge i Portugal fou condemnat a un pagament d'un milió de lliures.